# Turbo Pascal
A Turbo Pascal egy a Borland cég által létrehozott Pascal megvalósítás, amely egyaránt működik CP/M és DOS alatt. A 6-os verziótól kezdve a Borland két verzióban hozta forgalomba a Pascal fordítóját, és fejlesztőkörnyezetét. A Turbo Pascal az „örökölt”, olcsóbb, a Borland Pascal a drágább verzió volt, amely több programkönyvtárat (library) tartalmazott.
A Borland pascal kifejezés más szövegkörnyezetben a Pascal programozási nyelv Borland által megalkotott dialektusát (Turbo Pascal, Borland Pascal, Object Pascal, Delphi) jelenti.[forrás?]
A Turbo Pascal régebbi verziói, az 5.5 verzióig ingyenesen elérhetőek.